# Rhopalophthalmus brisbanensis
Rhopalophthalmus brisbanensis är en kräftdjursart som beskrevs av Walter Hendricks Hodge 1963. Rhopalophthalmus brisbanensis ingår i släktet Rhopalophthalmus och familjen Mysidae. Inga underarter finns listade i Catalogue of Life.